# BeMy
BeMy (zapis stylizowany: BEMY) – polsko-francuski zespół muzyczny założony przez braci Mattię i Eliego Rosinskich.

## Historia zespołu
Zespół założyli bracia Mattia i Elie Rosinscy, którzy urodzili się i dorastali w Tuluzie, ale dzięki rodzicom mają polskie korzenie. Zespół założyli jako dzieci. Po ukończeniu szkoły średniej wyjechali do Anglii, gdzie rozpoczęli studia muzyczne na Akademii Muzyki Współczesnej (ang. Academy of Contemporary Music). Zaprzyjaźnili się tam z Edem Sheeranem, z którym mieszkali w jednym mieszkaniu.
W czerwcu 2013 wzięli udział w przesłuchaniach do szóstej edycji polskiej wersji programu Polsatu Must Be the Music. Tylko muzyka, ostatecznie zajęli drugie miejsce w finale. W maju 2014 zagrali na akustycznym koncercie w ramach brytyjskiego projektu Sofar Sounds, a także zdobyli nagrodę jurorów podczas festiwalu TOPtrendy 2014 organizowanego w Sopocie. Latem zdobyli nagrodę główną na festiwalu muzycznym w Jarocinie, a na początku sierpnia zagrali na dużej scenie festiwalu Woodstock. W tym samym roku wydali debiutancki singel – „Angel’s Romance”.
Wiosną 2015 podpisali kontrakt z wytwórnią Universal Music Polska i przystąpili do nagrywania debiutanckiego albumu. W kwietniu 2016 wydali debiutancki album pt. Grizzlin’, który wyprodukował Bogdan Kondracki. Album promowali singlami: „Time” i „Oxygen”. W marcu 2017 uzyskali nominację do Fryderyków w kategorii „Fonograficzny debiut roku”.
W 2022 singel „6 Seconds” został nominowany do nagrody Bursztynowego Słowika na Top of the Top Sopot Festival 2022. 28 września 2023 wydali drugi album studyjny, zatytułowany Sorry not Sorry.

## Dyskografia

### Albumy studyjne
| Rok  | Dane dot. albumu |
| ---- | --- |
| 2016 | Grizzlin’ - Wydany: 22 kwietnia 2016 - Wytwórnia: Universal Music Polska - Format: CD, digital download, streaming       |
| 2023 | Sorry not Sorry - Wydany: 28 września 2023 - Wytwórnia: Universal Music Polska - Format: CD, digital download, streaming |

### Single
| Rok | Tytuł                                              | Najwyższe pozycje na listach | Najwyższe pozycje na listach | Album           |
| Rok | Tytuł                                              | POL (airplay)                | POL (airplay nowości)        | Album           |
| --- | -------------------------------------------------- | ---------------------------- | ---------------------------- | --------------- |
| 2014 | „Angel’s Romance”                                  | –                            | –                            | –               |
| 2016 | „Time”                                             | –                            | –                            | Grizzlin’       |
| 2016 | „Oxygen”                                           | 23                           | 1                            | Grizzlin’       |
| 2018 | „All I Need Is Just a Friend”                      | –                            | –                            | –               |
| 2019 | „Mr. Brown”                                        | –                            | –                            | –               |
| 2021 | „I Got You”                                        | –                            | –                            | –               |
| 2022 | „6 Seconds”                                        | –                            | –                            | Sorry not Sorry |
| 2022 | „Better Life”                                      | –                            | –                            | –               |
| 2022 | „Cheugy”                                           | –                            | –                            | Sorry not Sorry |
| 2022 | „French Touch”                                     | –                            | –                            | –               |
| 2023 | „Hold on Me”                                       | –                            | X                            | Sorry not Sorry |
| 2023 | „California Sober” (gościnnie: Greg Barney)        | –                            | X                            | Sorry not Sorry |
| 2023 | „Powiedz mi to jeszcze raz (Storytel)” (oraz Effy) | –                            | X                            | –               |
| „–” oznacza, że singel nie był notowany na danej liście. „X” oznacza, że lista nie istniała w danym okresie. |                                                    |                              |                              |                 |

### Z gościnnym udziałem
| Rok  | Tytuł                                          | Album            |
| ---- | ---------------------------------------------- | ---------------- |
| 2023 | „Vespa” (Frank Leen, gościnnie: BEMY)          | Miłość w czasach |
| 2023 | „Dla Ciebie” (Artur Sikorski, gościnnie: BEMY) | ilo              |

### Inne
| Rok  | Album                                        | Uwagi                                                | Źródło |
| ---- | -------------------------------------------- | ---------------------------------------------------- | ------ |
| 2016 | Różni wykonawcy – French Touch La Belle Vie! | śpiew w utworze „Quand la musique est bonne” (cover) | [ 9 ]  |

## Nagrody i nominacje
| Rok  | Konkurs                            | Kategoria                        | Rezultat  | Źródło |
| ---- | ---------------------------------- | -------------------------------- | --------- | ------ |
| 2017 | Fryderyki 2017                     | Fonograficzny debiut roku        | Nominacja | [ 4 ]  |
| 2022 | Top of the Top Sopot Festival 2022 | Bursztynowy Słowik („6 Seconds”) | Nominacja | [ 5 ]  |
| 2023 | PL Music Video Awards              | POP ("Hold on me")               | Nominacja | [ 10 ] |